# Шевердін Андрій Петрович
Андрій Петрович Шевердін (1998—2023) — солдат державної прикордонної служби України, учасник російсько-української війни.

## Життєпис
З початком повномасштабного вторгнення доєднався до сил оборони України, пройшов вишкіл на артилериста.
Загинув 29 жовтня 2023 року.

## Нагороди
- Орден За мужність III ступеня[1].